# 四日市市立港中学校
四日市市立港中学校（よっかいちしりつ みなとちゅうがっこう）は、三重県四日市市にある公立中学校。

## 概要
中学校制度開始とともに1947年に設立、統廃合などにより名称と所在地を幾度か変更し現在に至る。
2021年度の生徒数は218人。

## 沿革
- 1947年 - 四日市市立東中学校として設立、浜田小学校（北浜田町）と日本板硝子の診療所（千歳町）の一部を仮校舎として開校。
- 1948年2月 - 港中学校へ改称。

4月 - 塩浜中学校と統合、旧第2海軍燃料廠庁舎（塩浜町）を仮校舎として三浜中学校が設立される。
- 1949年 - 塩浜中学校と分離[2]、港中学校の名称に復帰し昌栄町に校舎を新設し移転。
- 1959年 - 伊勢湾台風で甚大な被害を受ける。
- 1962年 - 関西本線北西の現在地に校舎を新設し移転。
- 2006年 - 校舎新設。

## 基礎データ

### 所在地
三重県四日市市十七軒町10－41

### アクセス
- 関西本線四日市駅から徒歩15分。
- 近鉄名古屋線新正駅から徒歩15分。

### 学区
浜田小学校と学区が同じである。
安島一・二丁目、鵜の森一・二丁目、三栄町、幸町、朝日町、浜田町、北浜田町、中浜田町、南浜田町、十七軒町、新正一～五丁目、末広町、昌栄町、九の城町、西浜田町、曙町、曙一・二丁目、南起町、寿町